# Takadiastase

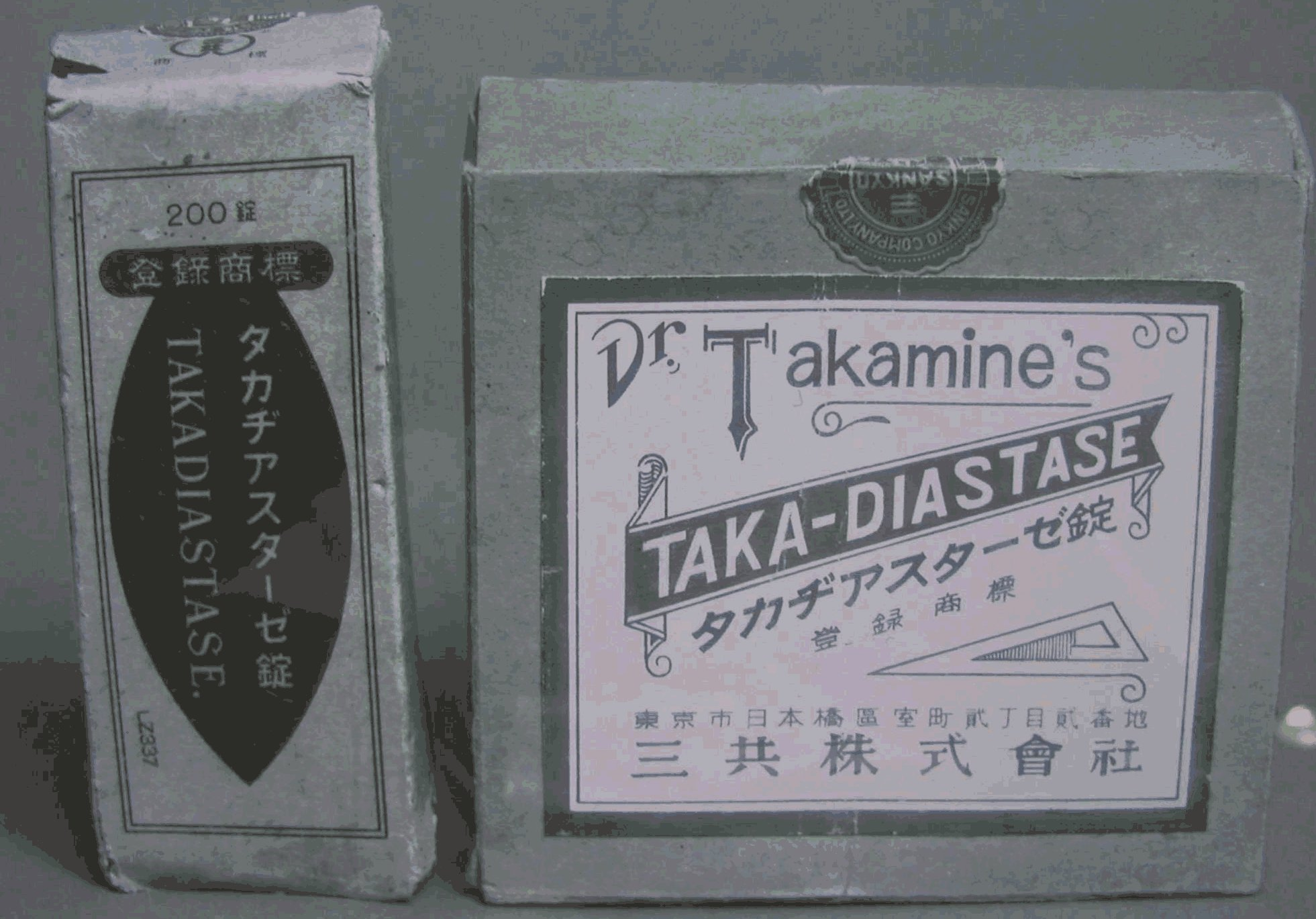
Takadiastase tablet dalla Daiichi Sankyo

Logo della Daiichi-sankyo

Il Takadiastase è una forma di diastase che risulta dalla crescita, dallo sviluppo e dalla nutrizione di un fungo microscopico distinto noto come Aspergillus oryzae (Koji). Il Takadiastase prende il nome da Takamine Jōkichi, che sviluppò il metodo utilizzato per la prima volta per la sua estrazione.

## Storia
Le diastasi (dal greco διάστασις, "separazione") sono un gruppo di enzimi che catalizzano l'idrolisi (rottura) dell'amido in maltosio ed altri zuccheri.
Storicamente è stato il primo tipo di enzima scoperto dai biochimici (nel 1833, da Anselme Payen, che lo individuò in una soluzione di malto). Oggigiorno, per diastasi si intende qualsiasi α-, β-, o γ-amilasi (tutte idrolasi) che può frammentare i carboidrati. L'utilizzo del suffisso -asi,per dare nome agli enzimi, nasce per la prima volta dal nome delle diastasi.
Il Takadiastase è prodotto e commercializzato dalla Daiichi Sankyo Co., Ltd. (第一三共株式会社 Daiichi Sankyō Kabushiki-kaisha?) è una multinazionale farmaceutica giapponese, seconda per grandezza in Giappone. È presente in Italia con la sua sede di Roma.